# Historisches Zentrum von Odessa
Das Historische Zentrum von Odessa (ukrainisch Історичний центр Одеси)  ist das zum Weltkulturerbe gehörende Stadtzentrum der ukrainischen Hafenstadt Odessa. Es wurde 2023 in die Liste aufgenommen und steht derzeit auf der Liste der Welterbestätten, die aufgrund der russischen Invasion in der Ukraine gefährdet sind.

## Geschichte
Der Hafen, der den zentralen Teil der Stadt überragt, wurde von den antiken Griechen als Yachthafen seit einigen Jahrhunderten v. Chr. genutzt. Später entstand eine slawische Siedlung. Im Laufe seiner Geschichte ging dieses Gebiet oft von einem Staat zum anderen über.
Der türkisch-tatarische Kriegsherr Bey Haji errichtete an der Stelle des heutigen Odessa eine Festung und nannte sie Khadjibey. Die Festung selbst sowie die gleichnamige Siedlung existierten hier bis 1795. Gemäß dem Jassy-Frieden von 1791 die Festung ging an das Russische Reich über. Seit 1794 in der Nähe der Festung unter der Führung von A. Suworow und Admiral J. de Ribas begann mit dem Bau der Stadt und des Hafens.
Die Stadt liegt auf einer flachen Meeresbucht, etwa 30 Kilometer nördlich der Dnister-Mündung. Die neue Stadt, die auf dem Gelände einer türkischen Festung errichtet wurde, wurde zunächst von einem Militäringenieur geplant und dann im 19. Jahrhundert weiter ausgebaut.

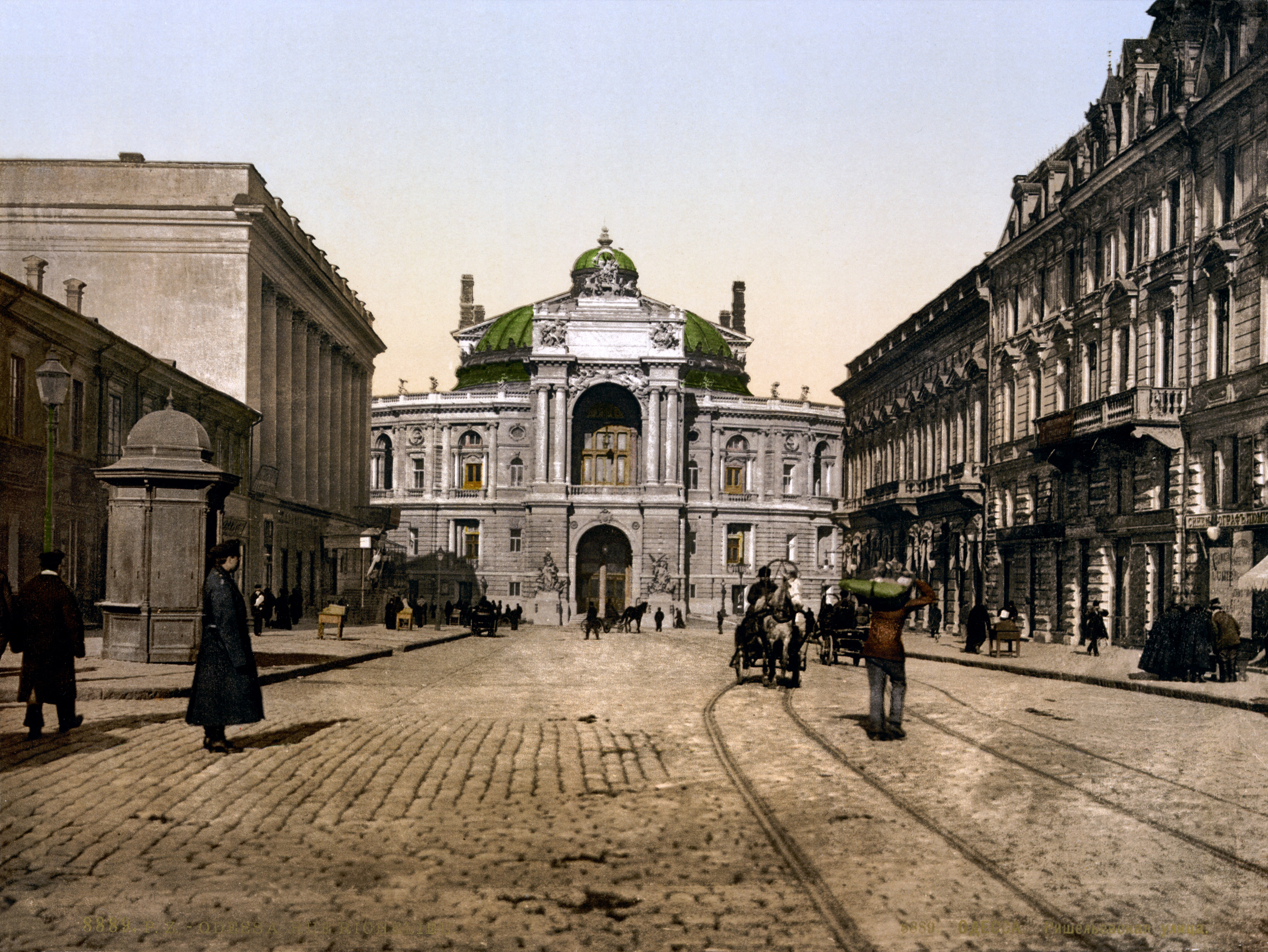
Odessa, 1895

Odessa verdankt seinen Charakter und seine schnelle Entwicklung im 19. Jahrhundert dem Erfolg seines Hafens, der günstigen Politik seiner Gouverneure und seinem Status als Freihafenstadt von 1819 bis 1859. Der Handel zog viele unterschiedliche Menschen an, die multiethnische und multikulturelle Menschen bildeten Gemeinden, die Odessa zu einer kosmopolitischen Stadt machen.

## Merkmale
Das historische Zentrum von Odessa ist ein Gittersystem aus weitläufigen, von Bäumen gesäumten Straßen, die in zwei rechteckige Blöcke unterteilt sind, deren Richtung der Ausrichtung zweier tiefer Schluchten entsprach, die das Hochplateau von Odessa senkrecht zum Meer durchschneiden.

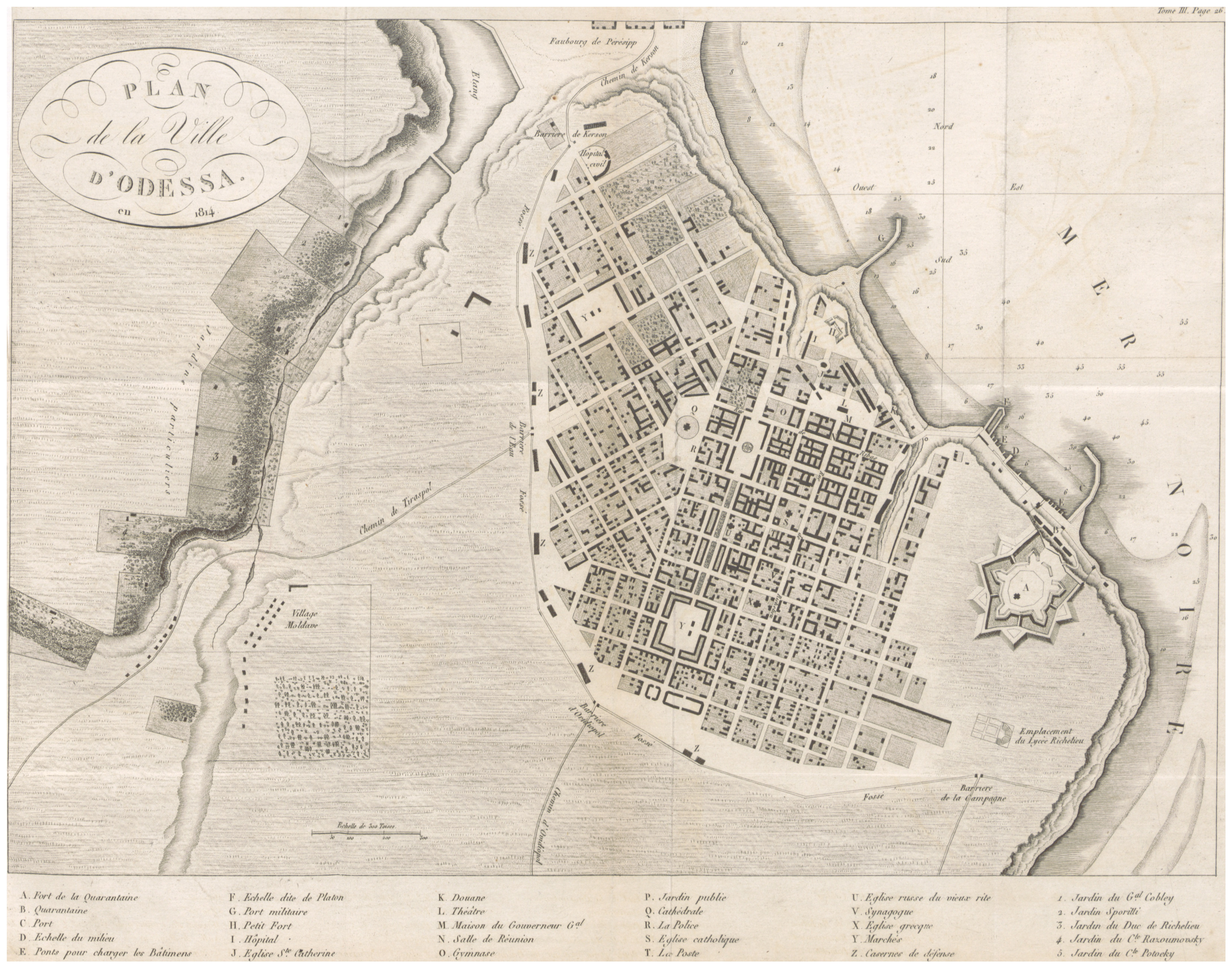
Stadtplan Odessa, 1814

Die Stadt zeichnet sich durch relativ niedrige Gebäude aus. Die Theater, religiösen Gebäude, Schulen, privaten Paläste und Mietshäuser, Clubs, Hotels, Banken, Einkaufszentren, Lagerhäuser, Börsen, Terminals und andere öffentliche und Verwaltungsgebäude wurden von renommierten Architekten und Ingenieuren entworfen, von denen viele in den Anfangsjahren aus Italien stammten repräsentieren sowohl die eklektische Vielfalt der Architekturstile als auch alle Hauptaktivitäten einer Handelsstadt.
Während die in Odessa vertretene städtebauliche und architektonische Qualität auch in anderen Städten des ehemaligen Russischen und Österreichisch-Ungarischen Reiches zu finden ist, hat Odessa große Teile seiner historischen Struktur bewahrt, die seine schnelle und wohlhabende Entwicklung im 19. Jahrhundert und seine Bevölkerung widerspiegeln die weitaus vielfältiger war als in vielen anderen Städten.
Somit kann Odessa aufgrund seiner Stadtplanung und seines baulichen Erbes als Spiegel vieler Kulturen, Werte, Bräuche, sozialer Strukturen und Konfessionen als herausragendes Zeugnis der multikulturellen und multiethnischen Traditionen osteuropäischer Städte angesehen werden 19. Jahrhundert.

## Schäden während der russischen Invasion in der Ukraine
Am 23. Juli 2023 startete Russland über Nacht einen Raketenangriff auf Odessa, der die orthodoxe Verklärungskathedrale, die größte der Stadt, schwer beschädigte. Russland bestritt, die Kathedrale ins Visier genommen zu haben. Insgesamt wurden nach Angaben der Behörden 25 Baudenkmäler im historischen Zentrum von Odessa beschädigt.
Am 5. November 2023 beschädigte ein neuer russischer Raketenangriff das Museum der Schönen Künste Odessa und mehrere Häuser.
Am Abend des 31. Januar 2025 beschädigte ein weiterer russischer Raketenangriff etwa 15 Kulturerbestätten, darunter vier Museen, die Philharmonie und das historische Bristol Hotel. 15 Menschen wurden während Angriff auf Odessa und andere Städte getötet. Der Angriff wurde von der UNESCO verurteilt.

## Bilder

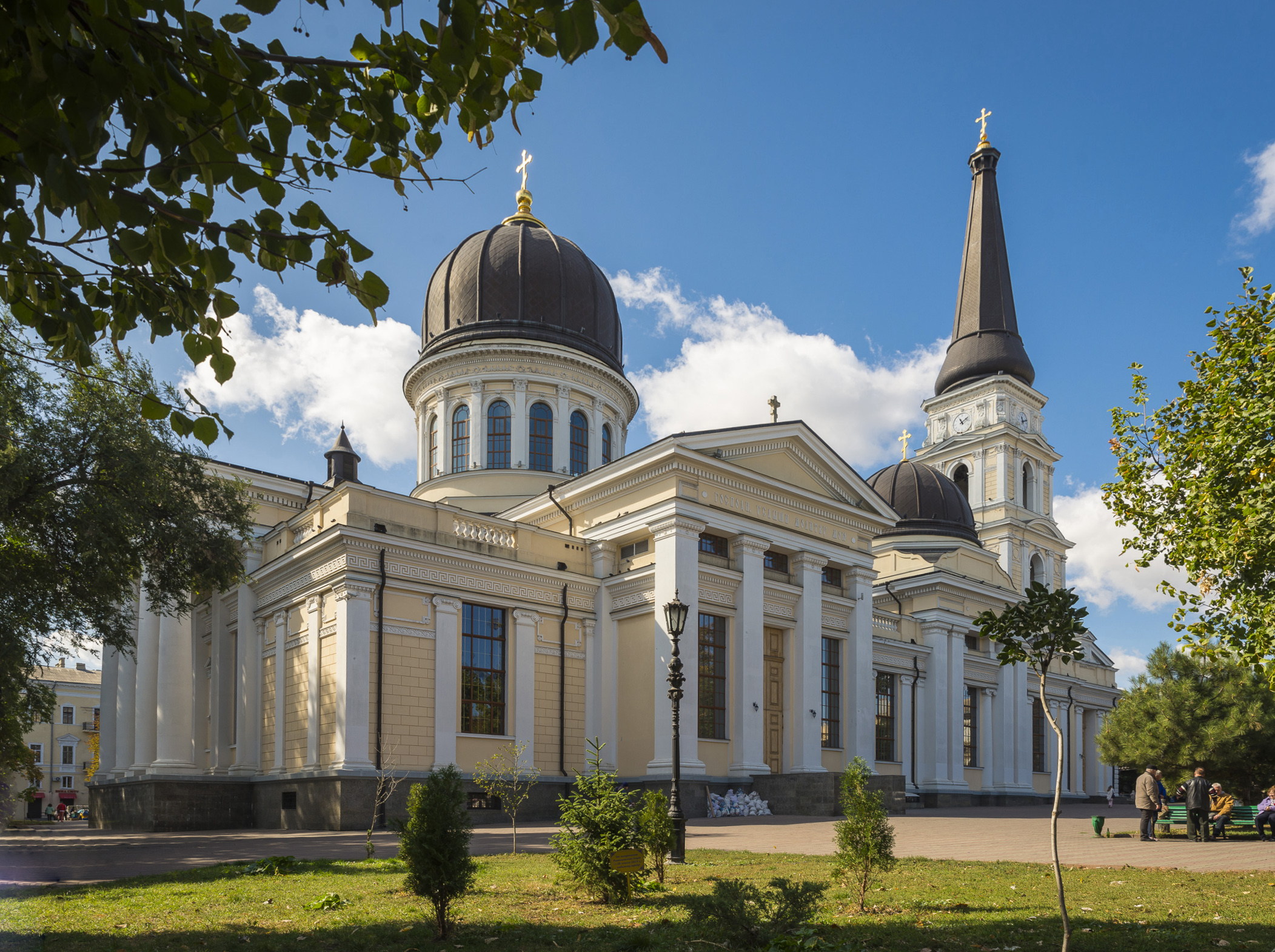
Verklärungskathedrale
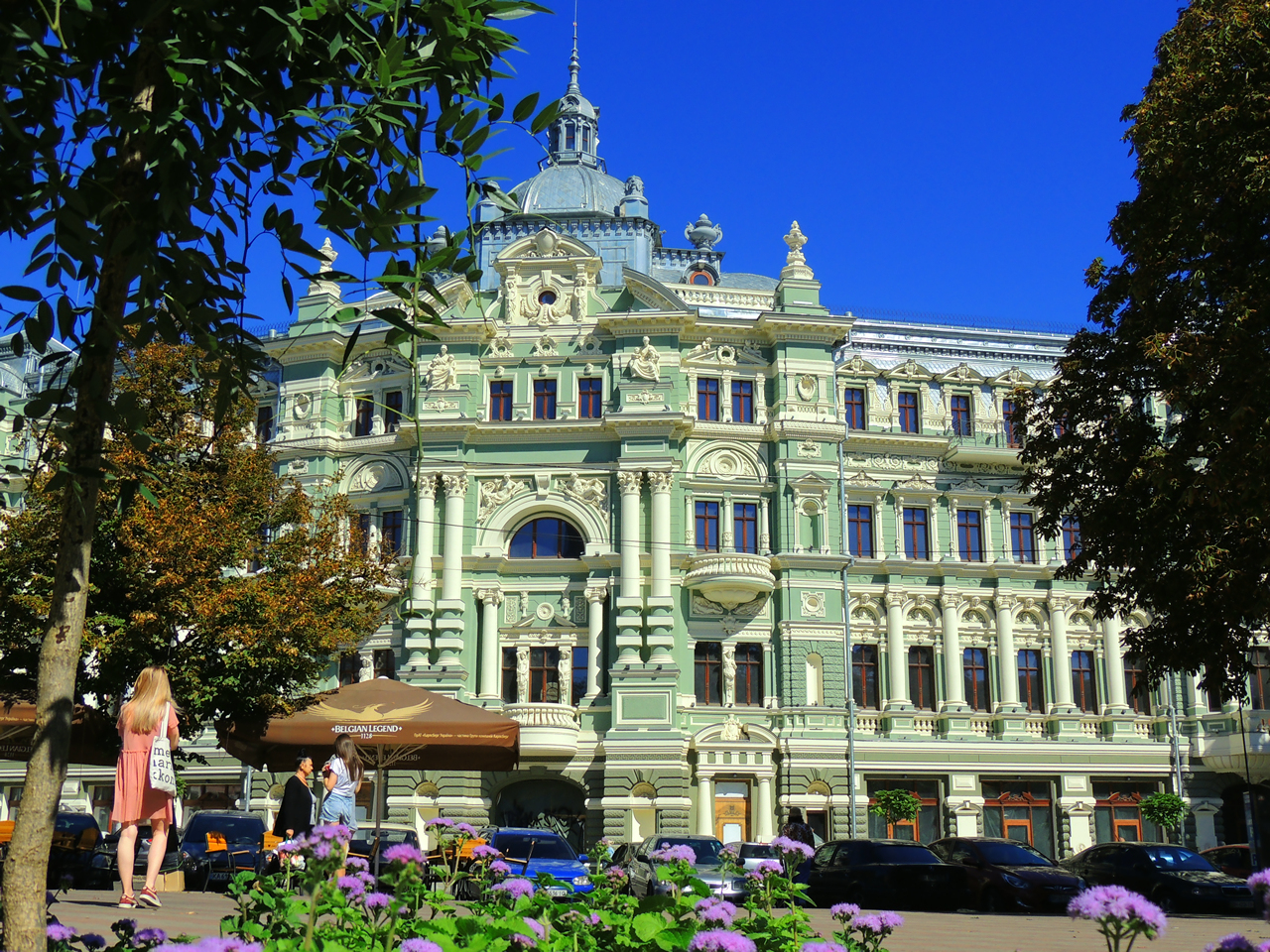
Russov-Haus
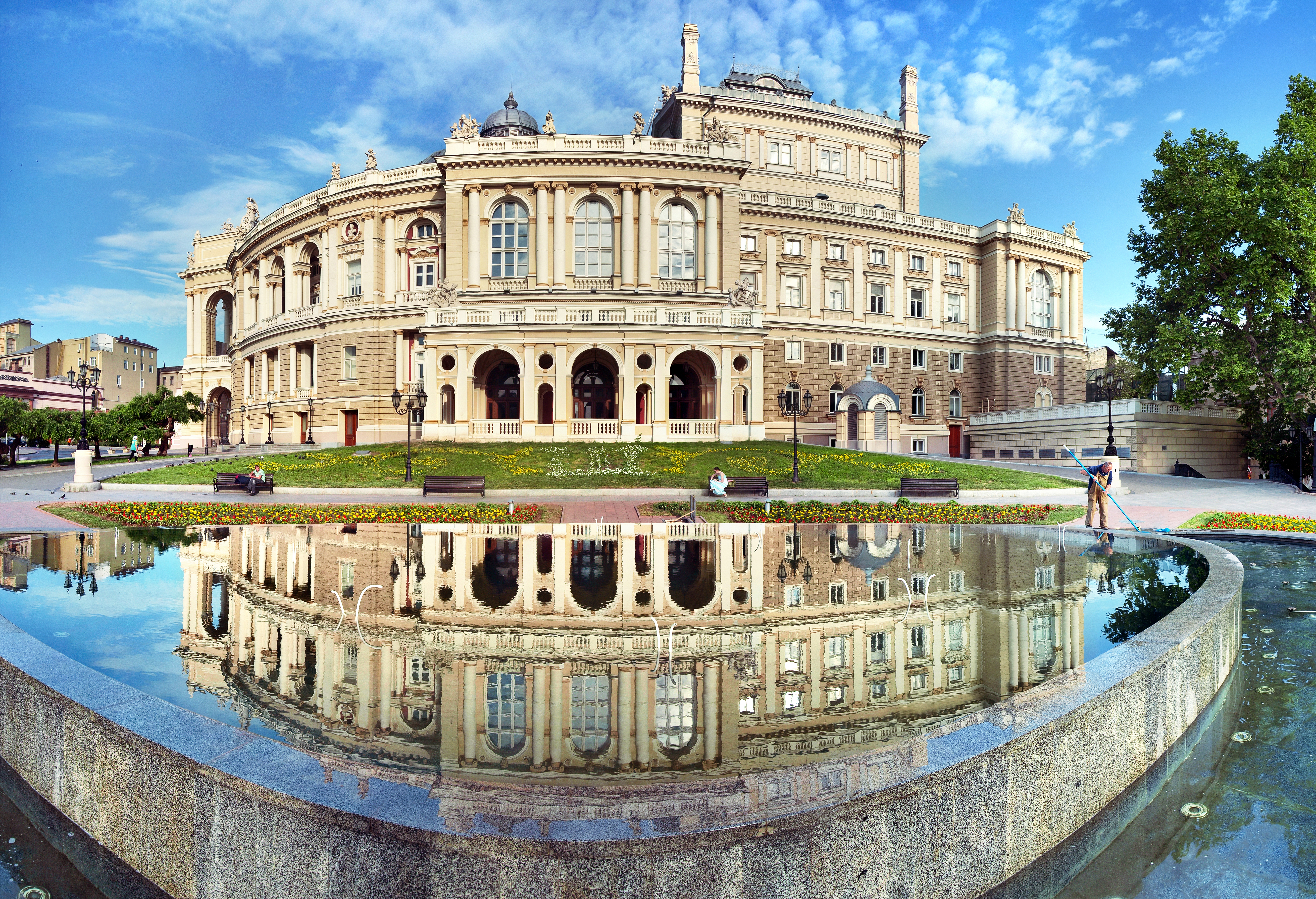
Opernhaus
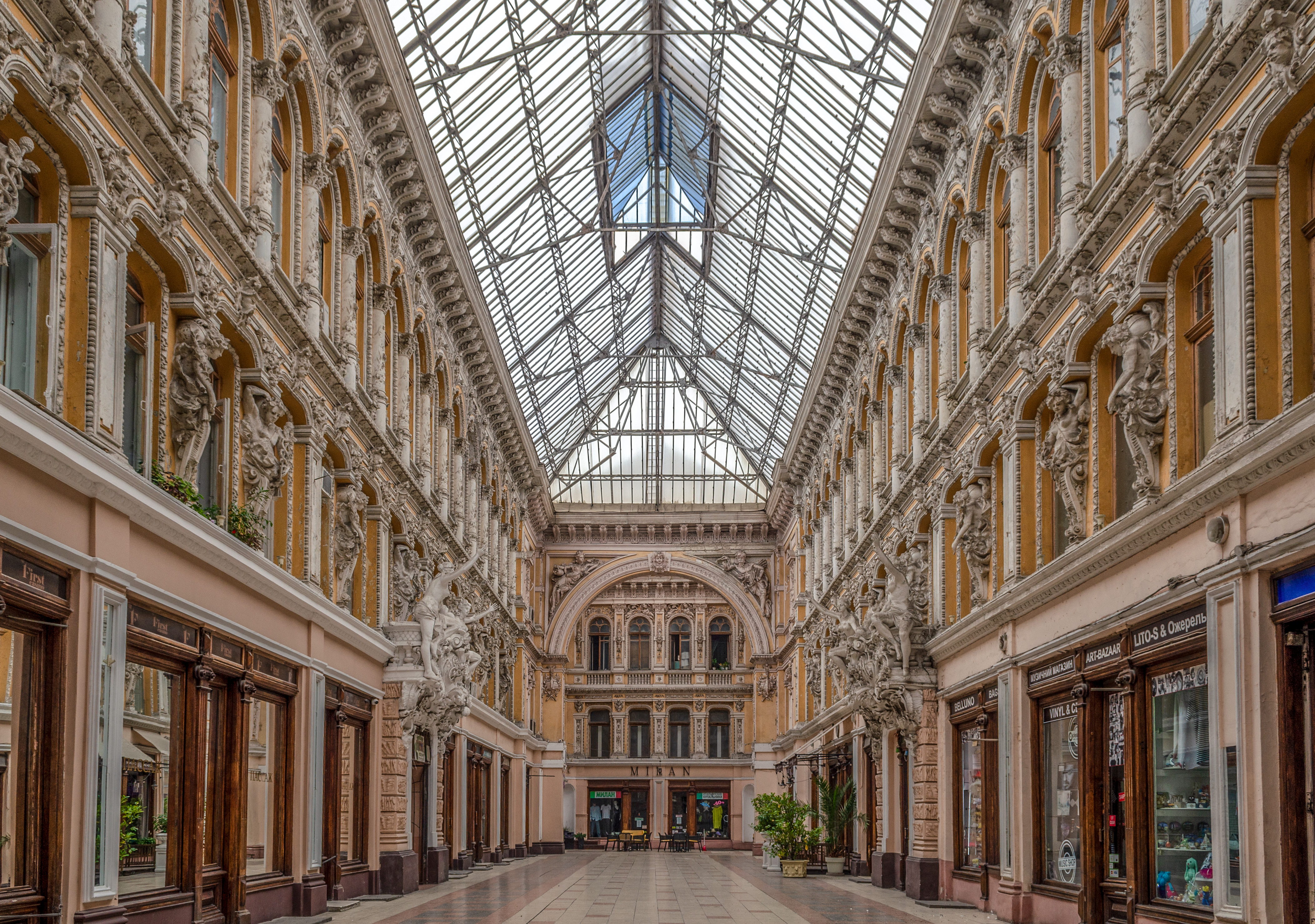
Hotel Passage
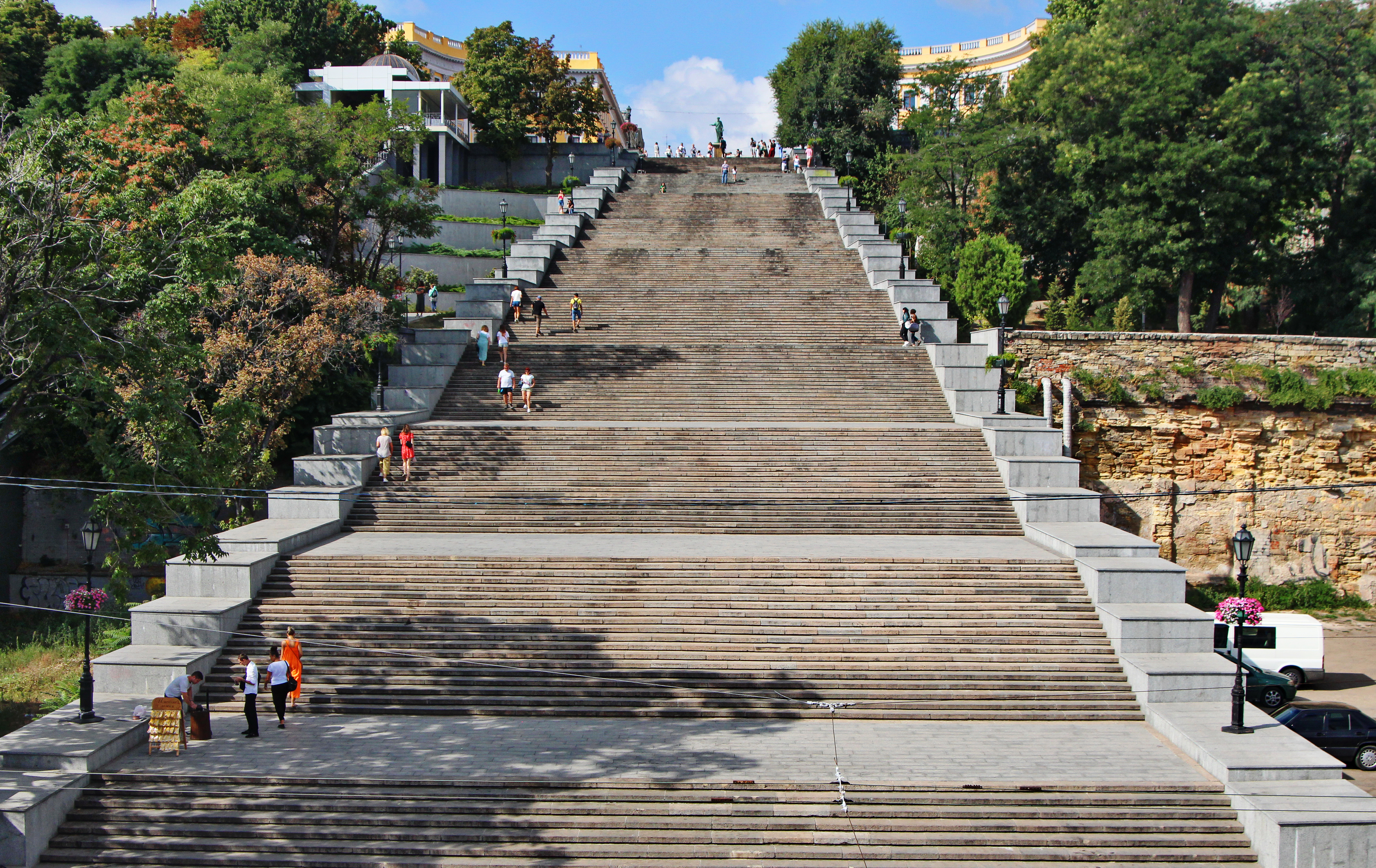
Potemkinsche Treppe